# Jo-Ann Strauss
Jo-Ann Cindy Strauss (sinh ngày 3 tháng 2 năm 1981 tại Cape Town) là một người mẫu đến từ Nam Phi, đồng thời cô cũng đảm nhận vai trò diễn giả và nữ doanh nhân. Năm 2001, cô đại diện cho đất nước của mình trong vai trò là Hoa hậu Nam Phi, tham gia cuộc thi Hoa hậu Hoàn vũ 2001 ở Puerto Rico cũng như cuộc thi Hoa hậu Thế giới 2001 được tổ chức tại Sun City ở quê nhà vào năm 2001.

## Sự nghiệp
Strauss có bằng cử nhân tại Đại học Stellenbosch. Trong suốt một năm đảm trách vai trò và tư cách là đương kim Hoa hậu Nam Phi, cô bắt đầu sự nghiệp truyền thông của mình với chương trình tạp chí truyền hình Afrikaans của Pasella. Sau đó, cô tham gia chương trình tạp chí lối sống hàng đầu của Anh (Billing show), chương trình mà cô đã được phỏng vấn tương tự Charlize Theron, Antonio Banderas và George Clooney. Cô cũng tham gia chụp ảnh bìa cho nhiều tạp chí ở quê hương Nam Phi.
Một năm sau khi cô được trao vương miện Hoa hậu Nam Phi, Strauss tham gia lần tổ chức đầu tiên và duy nhất, là lần tổ chức kỷ niệm của Big Brother Nam Phi, cuộc thi mà cô đoạt giải Á hậu.
Trong năm 2010, Jo-Ann đã biểu diễn trong lễ khai mạc World Cup 2010 tại Nam Phi cho mạng truyền hình Đức ZDF cùng với Thomas Gottschalk trong một chương trình phát sóng trực tiếp từ Johannesburg vào ngày 10 tháng 6.